# Гілмор-авеню (Кесон-Сіті)
Гілмор-авеню — головна дорога в Кесон-Сіті, Метро Маніла, Філіппіни. Пролягає в один бік від авеню Еулогіо Родрігеса-старшого в Новій Манілі і закінчується на вулиці Ніканор Домінго у Валенсії, продовжуючи як двостороння вулиця Гранада, доки не досягне міського кордону з Сан-Хуаном, де стає Ортігас-авеню. Дорога названа на честь Юджина Аллена Гілмора, віце-генерал-губернатора Філіппін з 1922 по 1929 рік, який двічі виконував обов'язки генерал-губернатора. 
Односторонній двосмуговий відрізок дороги від авеню Еулогіо Родрігеса старшого до бульвару Аврора в межах Нової Маніли відомий багатьма дорожньо-транспортними пригодами, у середньому від 0,1 до 0,3 аварій на день. Багато з цих аварій пов’язані з перевищенням швидкості через широку односпрямовану смугу руху та через погану видимість у нічний час.

## Історія
Гілмор-авеню спочатку збудували та назвали до 1943 року як вулицю Губернатора Гілмора, яка слугувала однією з чотирьох магістралей з півночі на південь для підрозділів Нової Маніли, створених кількома десятиліттями тому.